# Sayaka Kanda
Sayaka Kanda (神田 沙也加?, Kanda Sayaka; Tokyo, 1º ottobre 1986 – Sapporo, 18 dicembre 2021) è stata una cantante, attrice e doppiatrice giapponese.
Figlia dell'attore Masaki Kanda e della cantante Seiko Matsuda, fin da piccola coltivò la passione sia per il canto che per la recitazione.
Esordi come attrice cinematografica nel cortometraggio Bean Cake del 1999, che vinse due anni dopo la Palma d'Oro. Fu poi attrice soprattutto di musical.
Come cantante, dopo aver scritto alcuni testi per la madre, esordi col suo primo singolo, Ever Since, nel 2002. Dal 2014 al 2016 ha fatto parte del duo Trustrick, che nella sua breve esistenza pubblicò tre album e due EP, che si aggiungono ai due album da solista.
Nel 2012 aveva inoltre esordito come doppiatrice per l'anime Binbogami!. È stata anche Anna nella versione giapponese di Frozen - Il regno di ghiaccio.
Il 18 dicembre 2021 è stata ritrovata in fin di vita presso un hotel di Sapporo, dove si trovava per recitare nel musical My Fair Lady, morendo poco dopo il trasporto in ospedale. Per la polizia si è trattato di suicidio.